# Brugherio
Brugherio (lombardul: Brughee) település Olaszországban, Lombardia régióban, Monza e Brianza megyében. Lakosainak száma 34 999 fő (2023. január 1.). Brugherio Agrate Brianza, Carugate, Cernusco sul Naviglio, Cologno Monzese, Monza és Sesto San Giovanni községekkel határos.

## Népesség
A település népességének változása:
| Lakosok száma | 34 056 | 34 516 | 34 868 | 34 999 |
|               | 2013   | 2017   | 2018   | 2023   |